# Сен-Валье-де-Тье
Сен-Валье́-де-Тье (фр. Saint-Vallier-de-Thiey) — коммуна на юго-востоке Франции в регионе Прованс — Альпы — Лазурный берег, департамент Приморские Альпы, округ Грас, кантон Грас-1. В мае 1957 года коммуна Сен-Валье была переименована в Сен-Валье-де-Тье. До марта 2015 года коммуна являлась административным центром упразднённого кантона Сен-Валье-де-Тье (округ Грас).

## Географическое положение
Коммуна расположена между Альпами и Средиземным морем на так называемой Дороге Наполеона в 12 километрах северо-западнее города Грасс. Гора, которая доминирует над населённым пунктом носит название Тье (высота 1452 метра).
Площадь коммуны — 50,68 км², население — 3031 человек (2006) с выраженной тенденцией к росту: 3478 человек (2012), плотность населения — 68,6 чел/км².

## История
Святой Валье был епископом Антиба. Был замучен вестготами в IV веке во время их вторжения в Прованс.

## Население
Население коммуны в 2011 году составляло 3399 человек, а в 2012 году — 3478 человек.
| 1962 | 1968 | 1975 | 1982 | 1990 | 1999 | 2006 | 2007 | 2011 | 2012 |
| ---- | ---- | ---- | ---- | ---- | ---- | ---- | ---- | ---- | ---- |
| 381  | 505  | 575  | 912  | 1536 | 2261 | 3031 | 3142 | 3399 | 3478 |

Динамика численности населения:

## Экономика
В 2010 году из 2234 человек трудоспособного возраста (от 15 до 64 лет) 1709 были экономически активными, 525 — неактивными (показатель активности 76,5 %, в 1999 году — 72,1 %). Из 1709 активных трудоспособных жителей работали 1558 человек (828 мужчин и 730 женщин), 151 числились безработными (63 мужчины и 88 женщин). Среди 525 трудоспособных неактивных граждан 184 были учениками либо студентами, 174 — пенсионерами, а ещё 167 — были неактивны в силу других причин.
На протяжении 2010 года в коммуне числилось 1357 облагаемых налогом домохозяйств, в которых проживало 3453,0 человека. При этом медиана доходов составила 20 тысяч 187 евро на одного налогоплательщика.

## Достопримечательности (фотогалерея)

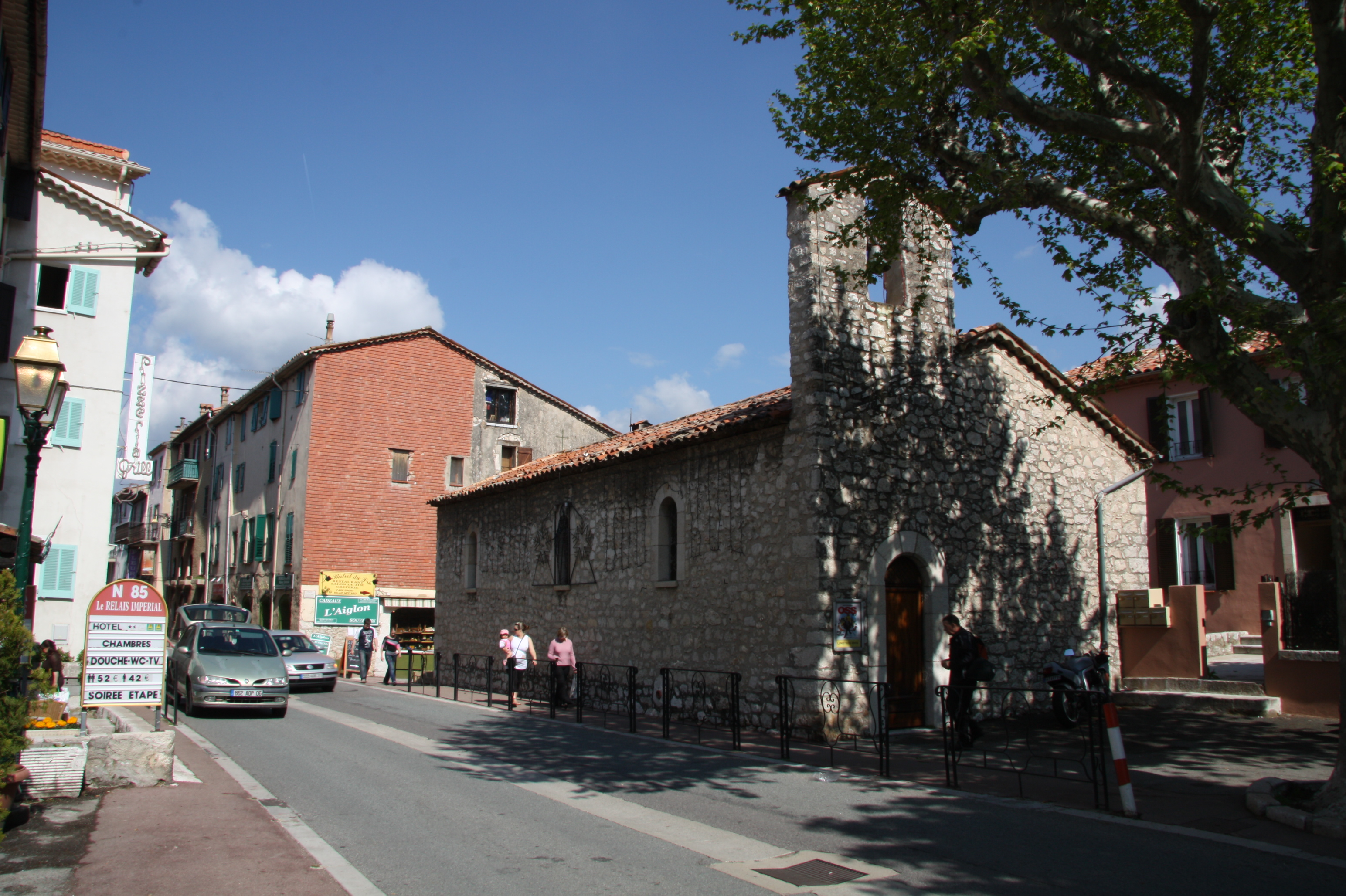
Улица Adrien Guebhard
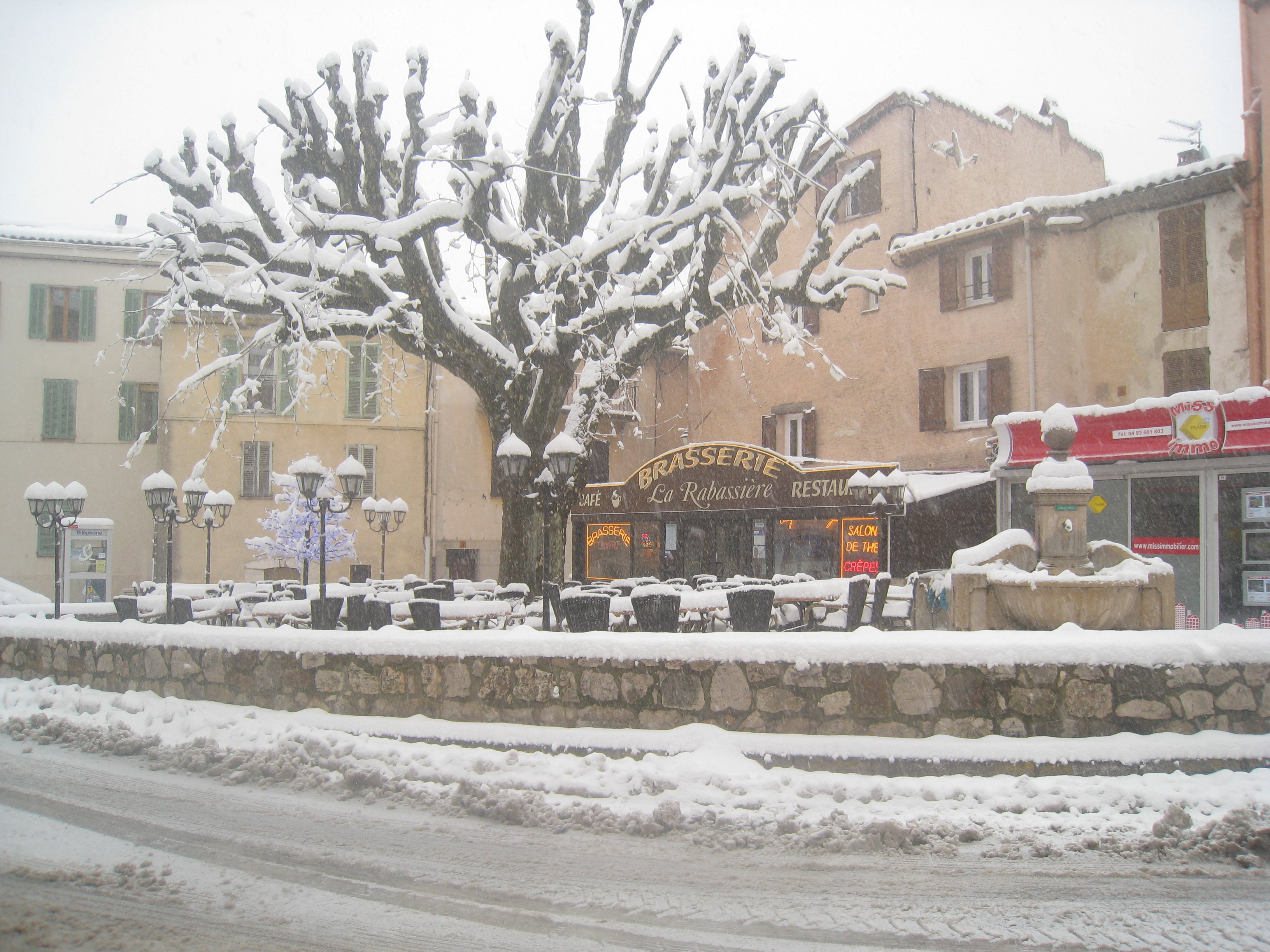
Зимой